# Aulacophora pannonica
Aulacophora pannonica là một loài bọ cánh cứng trong họ Chrysomelidae. Loài này được Csiki miêu tả khoa học năm 1953.